# Mabuhay
Mabuhay est une localité de la province du Zamboanga Sibugay, aux Philippines. En 2015, elle compte 36 870 habitants.